# Так і буде
«Так і буде» (рос. «Так и будет») — радянський двосерійний телевізійний фільм 1979 року.

## Сюжет
Дія фільму починається на Далекому Сході, звідки направляється в Москву танкіст майор Рижухін. Крім справ, йому потрібно занести господині сумочку, залишену нею рік тому на пляжі в Гурзуфі. Його поява в квартирі жваво нагадує Ользі Федорівні останню осінь війни, коли на кілька днів у відпустку в Москву приїхал з фронту інженер-полковник Савельєв. У тій же квартирі, де він жив з дружиною і дочкою, загиблими в перший же день війни, він застав нових мешканців. Ними виявилися знаменитий архітектор академік Воронцов, заочно прекрасно знайомий цивільному інженерові Савельєву, і його дочка Оля; їх будинок був зруйнований під час бомбардування, і сім'ю Воронцових тимчасово вселили в порожню квартиру зниклої в 1941 році без весті сім'ї Савельєвих. Між Олею і Савельєвим виникло взаємне почуття. Оля, цільна і чиста натура, незважаючи на різницю у віці, готова без вагань довіритися любові, що прийшла до неї, Дмитра Івановича довго стримувала рятівна звичка людини, яка звикла до думки, що його сімейне щастя залишилося в минулому. І страх, що красиву молоду жінку може залучити оманливе романтичне сприйняття вигаданого образу орденоносного героя-сапера.
Ці спогади Ольги (тепер уже літньої жінки) переплітаються з сучасним життям. У неї доросла дочка Олена, яка народилася вже після загибелі Савельєва в Маньчжурії у війні проти Японії в 1945 році. У Олени Дмитрівни Савельєвої, якій вже за тридцять, не склалося сімейне життя, хоча колишнє подружжя живе вже два роки порізно і не поспішає розлучатися. Рік тому на морі вона випадково познайомилася з майором-танкістом, випускником військової академії. У свою чергову відпустку Петро Семенович приїжджає в Москву, плануючи домогтися руки Олени. Вона зустрічає його холодно, але і він не відступає. Поступово людські почуття пробивають оболонку «красивої сучасної байдужо-скептичної жінки», якою стала Олена. Побачивши, наскільки Рижухін, цілісна і вольова людина, відрізняється від звичних їй чоловіків, подібних колишньому її чоловікові Миколі, скульптору, який з байдужістю ремісника штампує нескінченні копії знайденого одного разу «вдалого» образу, або ледачого залицяльника, що працює з нею в одному конструкторському бюро, класичного бабія з банально-вульгарними прийомами, вона вирішується різко змінити своє життя і їде з майором в далекий гарнізон на китайському кордоні. Ольга, сидячи в квартирі зі слідами стрімких зборів Олени в дорогу, одночасно сміється, радіючи за свою дочку, і плаче, розуміючи, що тепер у Олени буде своє життя далеко від матері.

## У ролях
- Наталія Варлей —  Оля Воронцова, Ольга Федорівна
- Кирило Лавров —  інженер-полковник Дмитро Іванович Савельєв
- Катерина Васильєва —  майор медичної служби Анна Григорівна Греч
- Олександр Михайлов —  майор Петро Семенович Рижухін
- Андрій Петров —  академік Федір Олексійович Воронцов
- Валентина Карєва —  Олена, Олена Дмитрівна Савельєва, дочка Ольги Федорівни
- Георгій Дворніков —  лейтенант Василь Каретников, ад'ютант полковника Савельєва
- Леонард Варфоломєєв —  полковник Іванов
- Анатолій Єгоров —  Сергій, колишній аспірант академіка Воронцова
- Володимир Анісько —  Микола, скульптор, чоловік Олени
- Тетяна Малягіна —  Сонечка
- Юрій Козулін —  Анатолій Максимович, товариш Олени по службі
- Гія Кобахідзе — Отар Челідзе, офіцер флоту, сусід Рижухіна по готельному номеру
- Катерина Ляхова — подруга Олени
- Валентина Колосова — епізод

## Знімальна група
- Режисер —  Лев Мирський
- Сценарист —  Анатолій Галієв
- Оператор —  Геннадій Трубников
- Композитор —  Леонід Афанасьєв
- Художник —  Владислав Расторгуєв